# Nacaduba prominens
Nacaduba prominens är en fjärilsart som beskrevs av Moore 1877. Nacaduba prominens ingår i släktet Nacaduba och familjen juvelvingar. Inga underarter finns listade i Catalogue of Life.